# IEEE 1901
IEEE 1901는 전력선 광역망(BPL) 장치이라 불리는 전력선을 통과하는 고속(물리 계층에서 500Mbit/s 이하) 통신장치를 위한 표준이다. 이 표준은 100MHz 이하의 주파수 전송을 사용한다. 
이 표준은 BPL 장치의 모든 클래스에서 사용가능하다. 